# Antoine-Marie Héron de Villefosse
Pour les articles homonymes, voir Héron de Villefosse et Héron (homonymie).
Antoine-Marie Héron de Villefosse, né à Paris le 21 juin 1774 et mort le 6 juin 1852 à Caen, est un ingénieur français du corps des mines.

## Biographie
Antoine-Marie Héron de Villefosse est le fils de Jean Baptiste Claude Héron de la Thuilerie, conseiller du roi, receveur général des consignations de ses conseils au Parlement de Paris, et de Françoise Charlotte Héron de Courgy. Il est le neveu de Chaumont de la Millière, intendant des Ponts et Chaussées et des Mines à la fin de l'Ancien Régime, qui est également son parrain, avant de devenir son beau-père lorsque Antoine-Marie épousa en 1810 Angélique Joséphine Louise Chaumont de la Millière.
Antoine-Marie est élève au collège de Navarre, puis passe quelque temps au château de Vaux (Normandie), chez sa tante, la marquise de Malherbe. Il combat, sous les drapeaux de la république, contre les Vendéens soulevés. Le 11 frimaire an III (1er décembre 1794), il est admis, en qualité d'élève,, à l'École centrale des travaux publics (qui devient l'École polytechnique). Il est nommé à la sortie ingénieur ordinaire des mines, et envoyé dans le département de la Moselle.
En 1803 le premier consul l'envoie comme inspecteur des mines du royaume de Westphalie, puis du grand-duché de Berg. Il devient en 1810 inspecteur général de deuxième classe, puis en 1832, inspecteur général de première classe et président du Conseil général des mines, dont il démissionne quelques mois plus tard, semble-t-il en raison de ses désaccords avec le gouvernement de la monarchie de juillet. Il est, sous la Restauration, conseiller d'État et secrétaire du cabinet de Louis XVIII.
De 1810 à 1819, il publie trois volumes sur la Richesse minérale, accompagnés d'un atlas. Il y développe les aspects économiques, législatifs et techniques de l'exploitation minière. L'ouvrage fait référence sur le sujet pendant une vingtaine d'années. Ses travaux lui valent d'être élu membre libre de l'Académie des sciences le 10 juin 1816.
De 1815 à 1820, il est secrétaire du cabinet, officier de la maison du roi Louis XVIII. En 1824 il est nommé conseiller d'état en service ordinaire, fonction dont il démissionne en 1830.
Héron de Villefosse est officier de la Légion-d'honneur, chevalier de l'ordre de Saint-Michel, commandeur de l'ordre des Guelfes.

## Œuvres
- De la Richesse minérale, 3 volumes, Paris, 1810-1819